# Bruges-Capbis-Mifaget
Bruges-Capbis-Mifaget település Franciaországban, Pyrénées-Atlantiques megyében. Lakosainak száma 850 fő (2022. január 1.). Bruges-Capbis-Mifaget Arros-de-Nay, Arthez-d’Asson, Asson, Haut-de-Bosdarros, Louvie-Juzon és Lys községekkel határos.

## Népesség
A település népességének változása:
| Lakosok száma | 934  | 901  | 922  | 887  | 879  | 870  | 862  | 854  | 850  |
|               | 2013 | 2015 | 2016 | 2017 | 2018 | 2019 | 2020 | 2021 | 2022 |